# Група 3 на периодичната система
Група 3 на периодичната система е първата от групите на периодичната система, съставена предимно от преходни метали. Известна е и под името „скандиева група“. В тази група влизат следните елементи:
- скандий
- итрий
- лантаниди
- актиниди

Sc, Y и лантанидите влизат в група, наречена „редкоземни елементи“. В миналото се е смятало, че те са били твърде малко като количество в природата (от тук идва и тяхното наименование – редкоземни), като са били с висока търговска стойност, по-висока дори от тази на благородните метали, поради трудното им разделяне един от друг. Оказва се, че те не са никак редки – церият е 26-ия елемент по разпространеност в земната кора, златото е по-рядко срещано от неодима, а тулият е по-разпространен от йодa.
Най-често разпространените представители на актинидите са Th, U и Pu, а Ac, Pa и Np се срещат в малки количества и почти винаги в смесени руди с предходните три актинида. Всички елементи след плутония са получени по изкуствен начин. Актинидите се използват най-често в атомните централи, като ядрено гориво и за производство на атомни бомби. Всички актиниди са радиоактивни.
| (Ln) Лантаниди | 57 La | 58 Ce | 59 Pr | 60 Nd | 61 Pm | 62 Sm | 63 Eu | 64 Gd | 65 Tb | 66 Dy | 67 Ho | 68 Er  | 69 Tm  | 70 Yb  | 71 Lu  |
| (An) Актиниди  | 89 Ac | 90 Th | 91 Pa | 92 U  | 93 Np | 94 Pu | 95 Am | 96 Cm | 97 Bk | 98 Cf | 99 Es | 100 Fm | 101 Md | 102 No | 103 Lr |